# Ferenta stolliana
Ferenta stolliana är en fjärilsart som beskrevs av Stoll 1780. Ferenta stolliana ingår i släktet Ferenta och familjen nattflyn. Inga underarter finns listade i Catalogue of Life.

## Bildgalleri

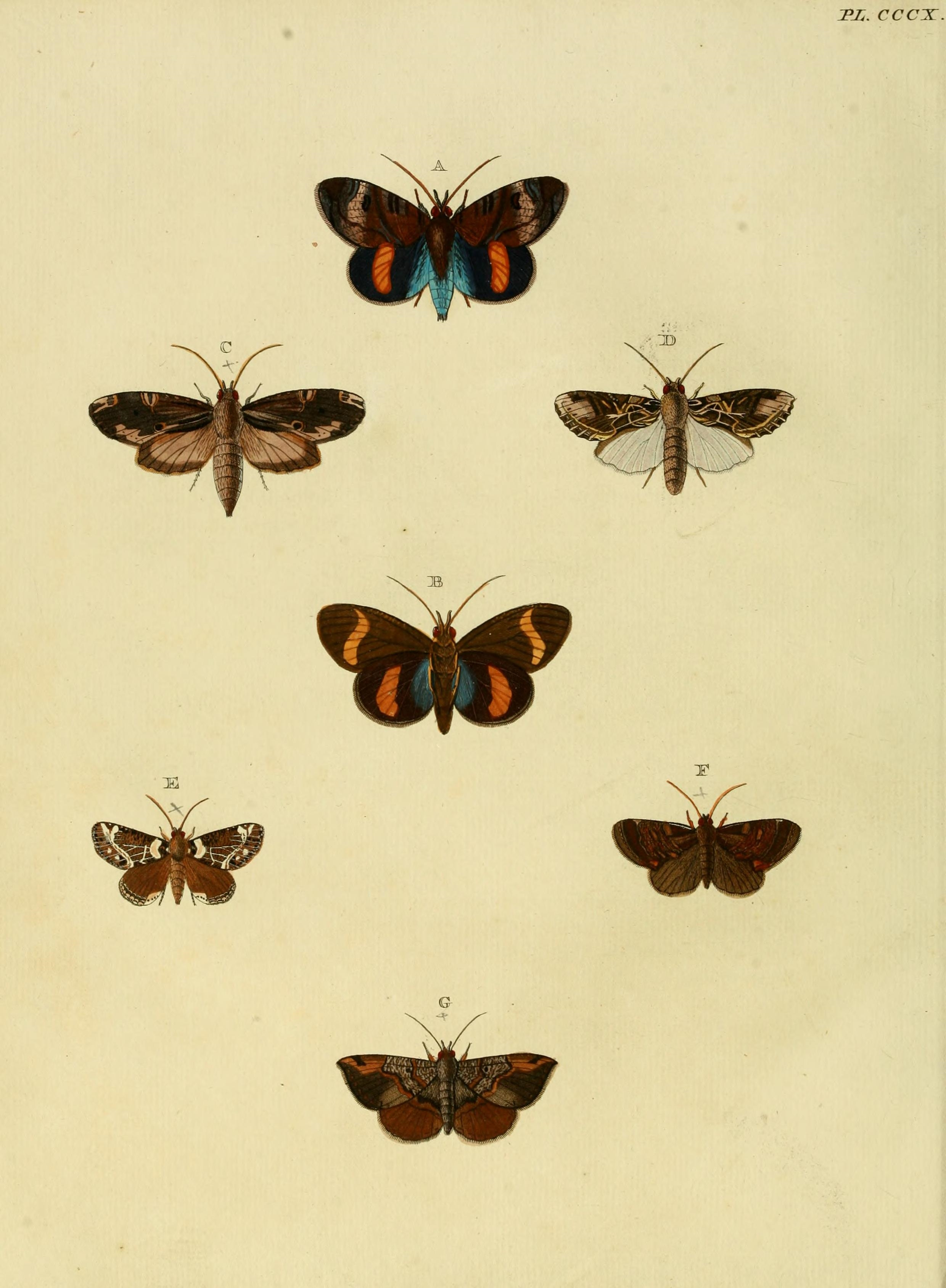